# SIA (日本の企業)
SIA株式会社（エスアイエー）は、東京都港区に本社を置く、Webシステム開発、業務システム開発、iPhoneアプリ iPadアプリ など iOSアプリなどの受託開発、および AI・人工知能システム開発を行う、システム開発会社。

## 概要
2001年4月にサイトプローブ (SITEPROBE) として、鳥取県鳥取市にて設立。その後、2003年10月「株式会社SIエージェンシー」として創業。2018年8月に現社名「SIA株式会社」へ社名を変更した。
創業当初は、ホームページ制作、業務システムの開発をメインに事業を行っていた。後にシステムエンジニアリングサービス契約 も開始。2009年 リーマン・ショック問題から端を発した金融危機のあおりを受け、システムエンジニアリングサービス契約 事業を終了し、システム開発事業に回帰。2010年より iOS アプリ開発事業を開始。 2018年8月よりAI・人工知能システム開発事業を開始。
現在は、受託システム開発事業に注力。PHP、C# を中心にWebシステム開発、業務システム開発。Objective-C・Swiftによる iPhone・iPadアプリ開発。Python・Tensorflowを利用した、AI・人工知能システム開発を行う。
2018年8月、「SIA株式会社」へ社名変更。

## 沿革
- 2001年 04月 - サイトプローブ(SITEPROBE)を個人事業として設立(鳥取市)
- 2003年 10月 - 事務所移転・株式会社化し、社名を株式会社SIエージェンシーとする(東京都港区南青山)
- 2004年 06月 - ASP型検索エンジンサービス「SITEPROBE」提供開始（サービス終了）
- 2004年 07月 - ASP型検索アクセス解析サービス「IWACS」高機能版 提供開始（サービス終了）
- 2005年 09月 - 株式会社ファーストアクセスと業務提携
- 2005年 09月 - みんなで作る青山マップ「aoyamap」運営開始（サービス終了）
- 2005年 12月 - オフィスを同ビル内にて増床(東京都港区南青山)
- 2006年 06月 - 業務拡大に伴いオフィスを移転(東京都港区赤坂)
- 2006年 08月 - グループ企業 株式会社SIパートナーを設立(東京都港区赤坂)
- 2006年 10月 - ホームページ制作パッケージ「BizPac30」販売開始（サービス終了）
- 2007年 03月 - 日本最大級の社長動画サイト「賢者.tv」に掲載開始
- 2008年 01月 - 業務拡大に伴いオフィスを東京都港区南麻布2-2-13へ移転
- 2008年 03月 - 「20万人の学生があこがれる経営者アワード『LEADERS' AWARD 2008』」にノミネート
- 2008年 12月 - こんな会社で働きたい！IT産業の個性派企業15社（ブレインワークス 編著）に掲載
- 2009年 05月 - 鳥取県鳥取市へ、関連会社「株式会社SIAシステムスタジオ」設立
- 2009年 10月 - 就活アワード2011〜学生が就職すべき、働きがいのある成長企業〜にて表彰企業に選出
- 2010年 - 就活アワード2012〜学生が就職すべき、働きがいのある成長企業〜にて表彰企業2年連続で選出
- 2015年 05月 - 鳥取県鳥取市若葉台へ鳥取支店を開設
- 2015年 10月 - 売場体感型鮮魚ショッピングモールアプリ「売場体感型鮮魚ショッピングモールアプリ UOICHI」運営開始
- 2017年 04月 - Salesforce システム開発支援事業を開始
- 2017年 11月 - 総務省実施事業「ICTイノベーション創出チャレンジプログラム：Inno（異能）vation」にて「UOICHI」が応募総数、約8000件から受賞ノミネート
- 2017年 12月 - 鳥取支店を 廃校となった鳥取県八頭郡八頭町隼小学校をリノベーションした 隼Lab. へ移転
- 2017年 12月 - 健康企業宣言（経済産業省 健康経営優良法人認定制度）
- 2018年 01月 - TOKYO MX テレビ 「未来企業」にて UOICHI事業について放送
- 2018年 01月 - 「2018年度版 ヒットの予感!!（ミスター・パートナー出版部）」に UOICHIが掲載
- 2018年 02月 - 「20万人の学生があこがれる経営者アワード『LEADERS' AWARD2018』」にノミネート
- 2018年 07月 - 流通ネットワーキング 2018年7・8月号特集「スマートフォンと流通・物流の進化」へUOICHIの取り組みが掲載
- 2018年 08月 - 株式会社SIエージェンシーより「SIA株式会社」へ社名変更
- 2018年 08月 - AI・人工知能システム開発を開始

## 関連会社
- ABANY株式会社